# Johann Stierl
Johann Stierl (n. 15 octombrie 1912, Vermeș - d. 30 ianuarie 1992, Marchtrenk) a fost un poet de limba germană originar din Transilvania.

## Lucrări
- Alle Quellen sind in Dir!, poezii, Viena, 1963
- Wanderer auf den Wegen, poezii, Viena, 1967
- Wermesch, ein Dorf in Siebenbürgen, ein Heimatbuch, editură proprie, Traun, 1968
- Es geschah Denkwürdiges in Siebenbürgen, Österreich und anderswo, Linz. Gutenberg, 1971.
- Werkmannsherz und Denkerstimm, poezii, Linz, 1979
- Die Linzer Elegien, Linz, 1981
- Wanderer aus den Lebensquellen, poezii, editură proprie, 1984
- Es geschah Ergötzliches und Leidvolles: Geschichten und kleine Erzählungen, Editura Bläschke, 1984; ISBN 3705322583
- Das Marchtrenker Buch und die Marchtrenker Elegien. Hrsg. v. Johann Stierl. - Marchtrenk, 1984.
- Lobgesang und Orgelklang, Editură proprie, 1986
- Das Jahr entlang, Gedichte, Marchtrenk 1988
- Den Weg entlang..., Eine Auswahl von Gedichten aus dem Gesamtwerk - Marchtrenk, 1987
- In jener denkwürdigen Nacht, Weihnachtsgeschichten (povestiri de crăciun), 1989